# 뵈프 스트로가노프
뵈프 스트로가노프(프랑스어: bœuf stroganoff, 러시아어: бефстроганов 베프스트로가노프[*])는 러시아의 대표적인 요리의 하나이다.
쇠고기를 얇게 썰고, 양파, 버섯을 버터로 바른 후라이팬에 볶아서 수프에 넣은 다음에는 약간 삶는다. 마무리로 사워 크림을 충분히 넣는다. 토마토를 사용하는 경우와 사용하지 않는 경우가 있어서, 어느 쪽이 제대로 된 요리법인가는 논란의 여지가 있다.
16세기 초반에 우랄 지방에서 돈을 많이 번 거상 스트로가노프 가의 일품음식이라고 여겨졌고, 19세기 제정 러시아의 스트로가노프 백작의 음식으로 널리 유명해졌다.

## 같이 보기
- 블랑케트 드 보